# Feromona sexual
Las feromonas sexuales son sustancias  liberadas por un organismo para atraer individuos con fines reproductivos o realizar otras funciones estrechamente relacionadas con la reproducción sexual.
La función principal de las feromonas sexuales es señalar a hembras preparadas para aparearse, atraer individuos entre sí y transferir información sobre especies, edad, sexo y genotipo. Las feromonas no volátiles, cuticulares o de contacto están más relacionadas con insectos sociales, ya que normalmente son detectadas por contacto directo entre individuos mediante receptores químicos en las antenas o patas de los insectos.
Es posible hacer uso de las feromonas sexuales de los insectos para el monitoreo de plagas y la captura de insectos dañinos.

## Evolución
Las feromonas sexuales han evolucionado en muchas especies. Los muchos tipos de feromonas (por ejemplo, de alarma, agregación, defensa, atracción sexual) tienen una causa común que actúa como motivador químico para provocar una respuesta. Sin embargo, las feromonas sexuales se asocian especialmente con el cortejo o comportamientos dominantes. Los olores liberados pueden percibirse como rasgos favorables por parte de machos o hembras que conducen a la atracción y apareamiento. Las señales químicas también se utilizan para detectar parejas genéticamente diferentes y así evitar la endogamia. Frecuentemente, las hembras son selectivas, con el fin de asegurar que encuentran una pareja de alta calidad que satisfaga sus necesidades reproductivas.

### Selección sexual

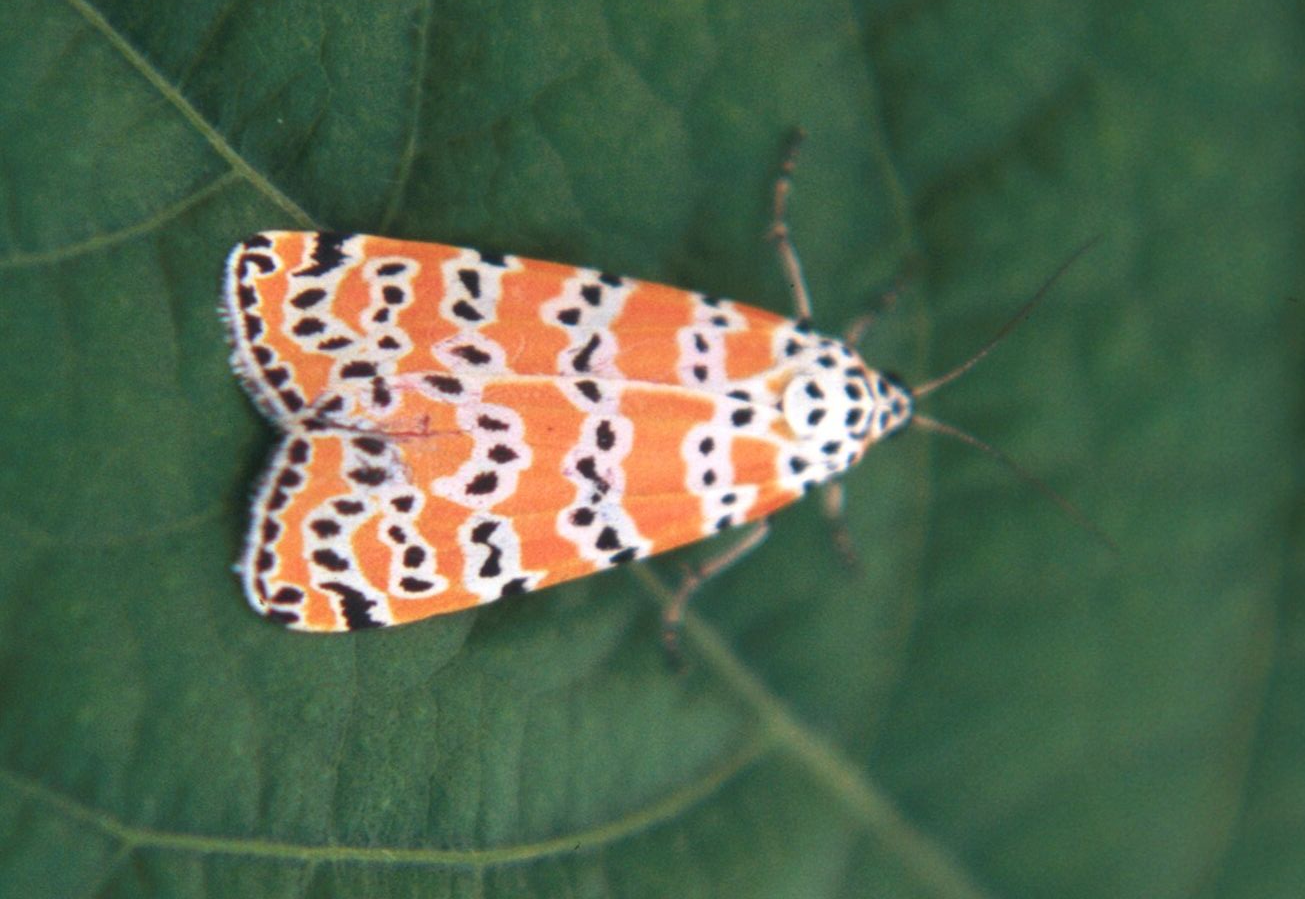
Las hembras de la polilla tigre Utetheisa ornatrix eligen los machos que producen más feromonas.

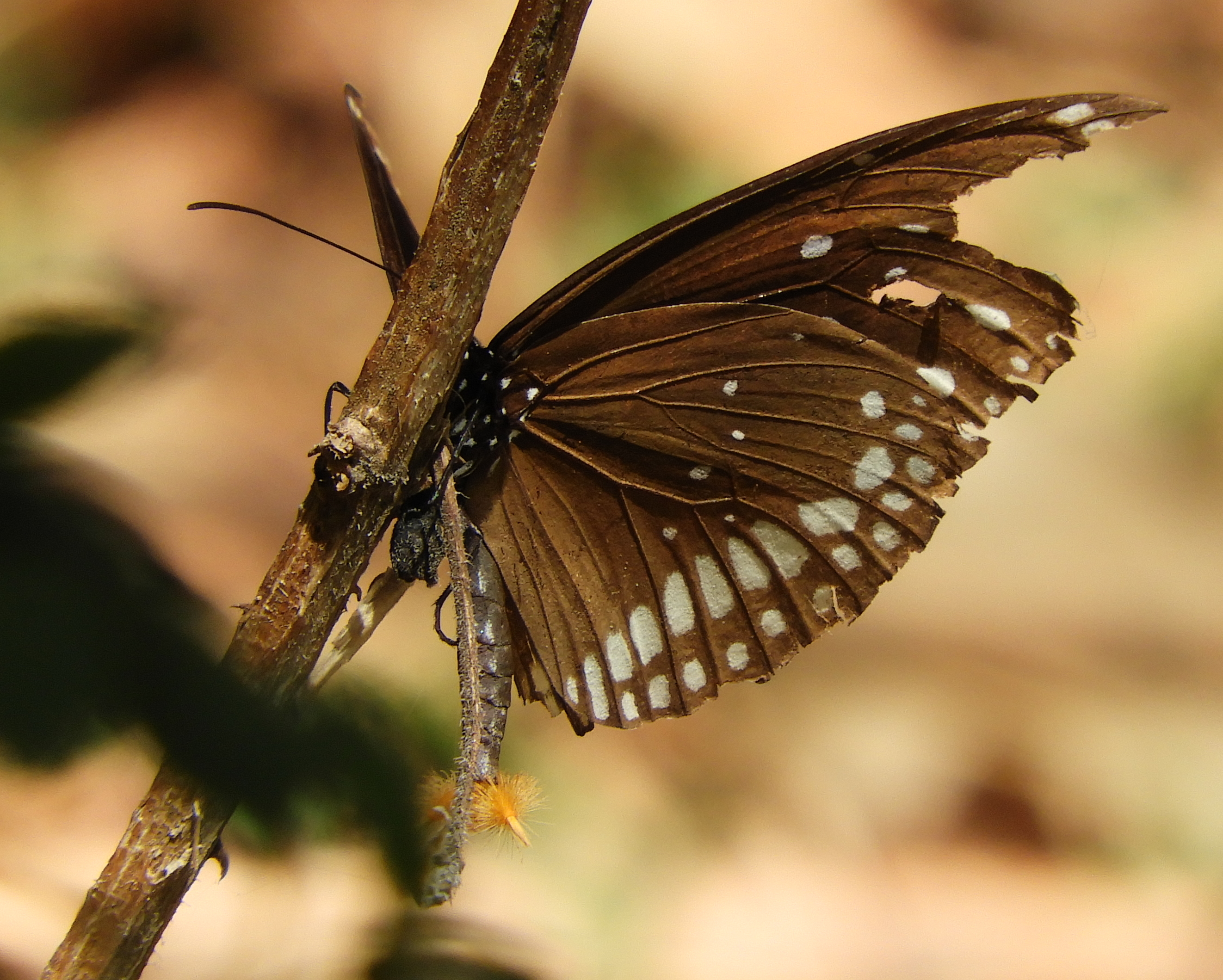
Macho de mariposa (Euploea core) lista para dispersar feromonas sexuales (Sattal, India).

Los olores pueden ser una especie de «ornamento» del macho objeto de elección por parte de la hembra, que cumplen los criterios para tales «ornamentos» que Charles Darwin estableció en El origen del hombre y la selección en relación con el sexo. Después de muchos años de estudio, la importancia de tal comunicación química se está confirmando.
Los machos generalmente compiten por las escasas hembras, que toman decisiones adaptativas basadas en los rasgos de los machos. La elección puede beneficiar a la hembra directa y/o genéticamente. En las polillas tigre (Utetheisa ornatrix), las hembras eligen a los machos que producen más feromonas; una clara señal de la cantidad de alcaloides protectores que tiene el macho, así como indicador del tamaño de la descendencia (las hembras fertilizadas por esos machos ponen más huevos). Las cucarachas macho forman jerarquías de dominancia basadas en «insignias» de feromonas, mientras que las hembras usan la misma feromona para la elección del macho.
En la mayoría de las especies, las feromonas son liberadas por el sexo no limitante. Algunas polillas hembra emiten señales, pero esto es de poca importancia y de bajo riesgo; significa que el macho tiene que volar hacia ellas, asumiendo un alto riesgo. Esto refleja la comunicación con otras modalidades sensoriales, por ejemplo, las ranas macho croan y los pájaros macho son generalmente coloridos. Las señales de feromonas masculinas de largo alcance pueden estar asociadas con recursos irregulares para las hembras. En algunas especies, ambos sexos emiten señales. Los machos a veces pueden atraer a otros machos; la feromona sexual actúa entonces como una feromona de agregación.

### Fertilización externa y dúos químicos
Es probable que la mayoría de las especies con fecundación externa (por ejemplo, erizos de mar) coordinen su comportamiento sexual (liberación de esperma y huevos) usando feromonas. Esta coordinación es muy importante porque los espermatozoides se diluyen fácilmente y son de corta vida. Por lo tanto, la coordinación proporciona una ventaja selectiva tanto a machos como a hembras: es improbable que los individuos que no coordinan logren la fertilización y dejen descendencia.
La principal ventaja selectiva de la exogamia es que promueve el enmascaramiento de los alelos recesivos perjudiciales, mientras que la endogamia promueve su expresión nociva.

### En humanos
Ningún estudio del tipo bioensayo guiado ha aislado feromonas sexuales humanas. Si bien los humanos son altamente dependientes a estímulos visuales, en proximidad, el olor tiene también una función sociosexual. Una dificultad inherente para estudiar las feromonas humanas es la tendencia de los participantes humanos hacia la limpieza, que barre con información que pudiera tener indicios de la feromona humana.

## Señalización

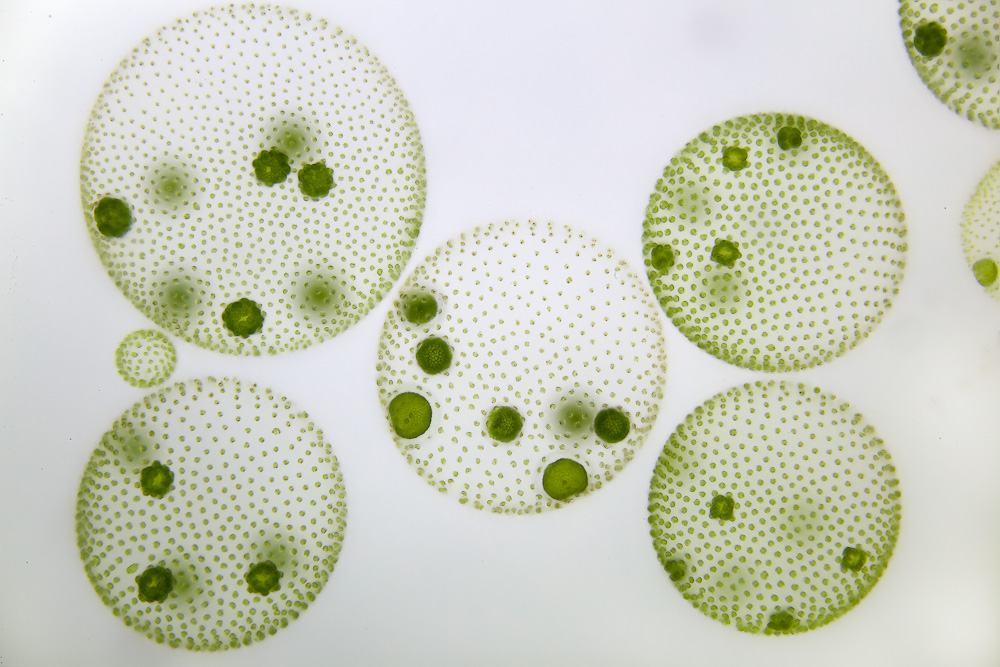
El comportamiento sexual en el alga de agua dulce Volvox es provocado por concentraciones minúsculas de una feromona de glicoproteína.

Diferentes especies utilizan una amplia variedad de sustancias químicas para enviar señales sexuales. La primera en ser descripta químicamente fue bombykol, la feromona sexual de la polilla del gusano de seda, la cual es un alcohol complejo, (E,Z)-10,12-hexadecadienol, descubierto en 1959. Se detecta en la antena de la polilla macho por una proteína enlazada a una feromona qué lleva el bombykol a un receptor unido a la membrana de una célula nerviosa.
Las sustancias químicas utilizadas por otras polillas son específicas de cada especie. Por ejemplo, las feromonas de la hembra de la polilla tortrícida Choristoneura fumiferana contienen un 95:5 mezcla de E- y Z 11-tetradecenal aldehídos, mientras las feromonas sexuales otra especie de polilla tortrícida contienen acetatos y alcoholes.
El comportamiento sexual en el alga verde de agua dulce Volvox es iniciado por una feromona de glicoproteína. Es una de las más potentes moléculas de efecto biológico conocidas, cuando  pueda provocar desarrollo sexual en una concentración tan baja como 10−16 moles por litro. Kirk y Kirk mostraron que la producción de feromona sexual puede ser provocado experimentalmente en células somáticas mediante un shock de calor.

## Usos

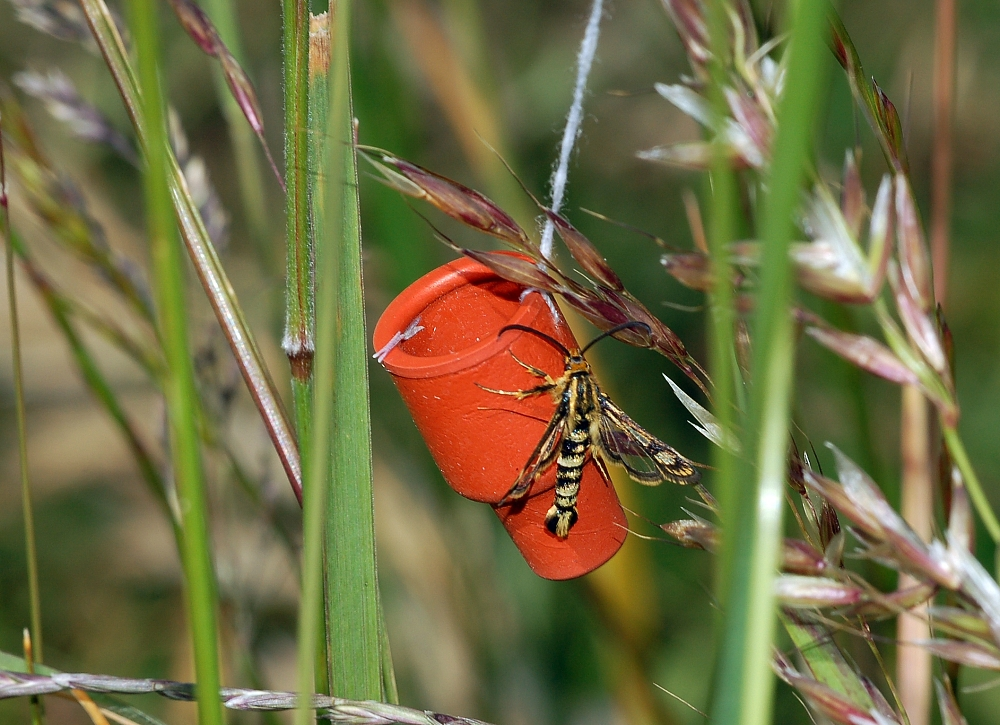
Una trampa de feromona usada para controlar plagas de insectos.

Las feromonas sexuales han sido aplicadas para el monitoreo y control de plagas. Para monitoreo, se utilizan trampas de feromonas para atraer y tomar una muestra de insectos plaga y determinar si es preciso tomar medidas de control. Para control, cantidades mucho mayores de una feromona sexual son liberadas para interrumpir el apareamiento de una especie plaga. Ello puede consistir en liberar una cantidad de feromona tal que se impida que los machos encuentren a las hembras, eficazmente ocultando sus señales, o se puede usar para concentrar, atraer, atrapar y destruir plagas. Por ejemplo, para intentar controlar la  polilla de los brotes de Picea (Zeiraphera canadensis) se ha utilizado la feromona E-9-tetradecenyl-acetato, un químico que es similar a la feromona usada por las polillas hembras durante el apareamiento para atraer a los machos.